# Azbeszt

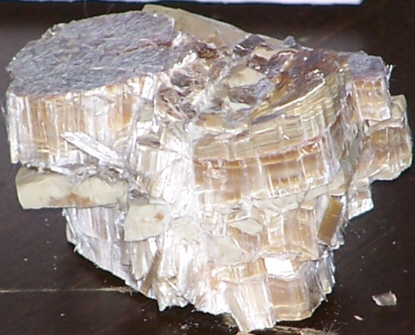
Krizotilazbeszt

Az azbeszt (más néven kőlen, hegyilen, bányalen, foszkő) kémiailag magnézium-szilikát (névváltozata: szerpentinit).
Ásványtanilag krizotilazbeszt, a IV. (szilikátok) ásványosztályon belül a szerpentinásványok csoportjába tartozik, szálas szerkezetű rétegszilikát, a monoklin kristályrendszerbe tartozik.
Ipari felhasználása az 1970-es évekig jelentős volt. A legtöbb iparilag fejlett államban, így hazánkban is a felhasználását azóta betiltották, és a felderített felhasználási területekről eltávolítva veszélyes anyagként ártalmatlanítják.
Az azbeszt a görög aszbesztosz (ἄσβεστος, ’elpusztíthatatlan, olthatatlan’) szóból származik.

## Kémiai és fizikai tulajdonságok
- Kémiai képlete: Mg3Si2O5(OH)4
- Megjelenése: jellegzetesen szálas kötegeket alkot, megnyúlt alakban kristályosodik
- Színe: fehér, zöldessárga, vörösessárga
- Porszín: fehér
- Átlátszósága: áttetsző
- Sűrűsége: 2,5–2,6 g/cm³
- Keménysége: 2,5–3,0 nagyon lágy ásvány (a Mohs-féle keménységi skála szerint)
- Hasadása: kiválóan hasad a szálak mentén
- Fénye: selyemfényű
- Különleges tulajdonsága: gyakorlatilag tűzálló, hang- és hőszigetelő, sav- és lúgálló
- Kémiai összetétele:
  - Magnézium (Mg) = 26,3%
  - Szilícium (Si) = 20,3%
  - Hidrogén (H) = 1,5%
  - Oxigén (O) = 51,9%

## Leírása

### Keletkezése
Ultrabázikus magmás kőzetekből hidrotermás átalakulás során jön létre, málladék keletkezik, amit szerpentinesedés-nek neveznek. Hasonló ásvány a klorit.

### Előfordulásai
A volt Jugoszlávia területén Stragariban, míg Szlovákiában Dobsina közelében fordul elő a közelünkben. Oroszország területén több helyen megtalálható, legnagyobb előfordulása Kanada területén Quebec tartományban van. Előfordul még az Amerikai Egyesült Államokban és Mexikó területén.
Hazánkban a Dunabogdányhoz tartozó Csódi-hegy megnyitott kőfejtőjében ásványtani ritkaságként található.
Kísérő ásványok: kromit, magnezit, talk és pirop.

### Feldolgozása

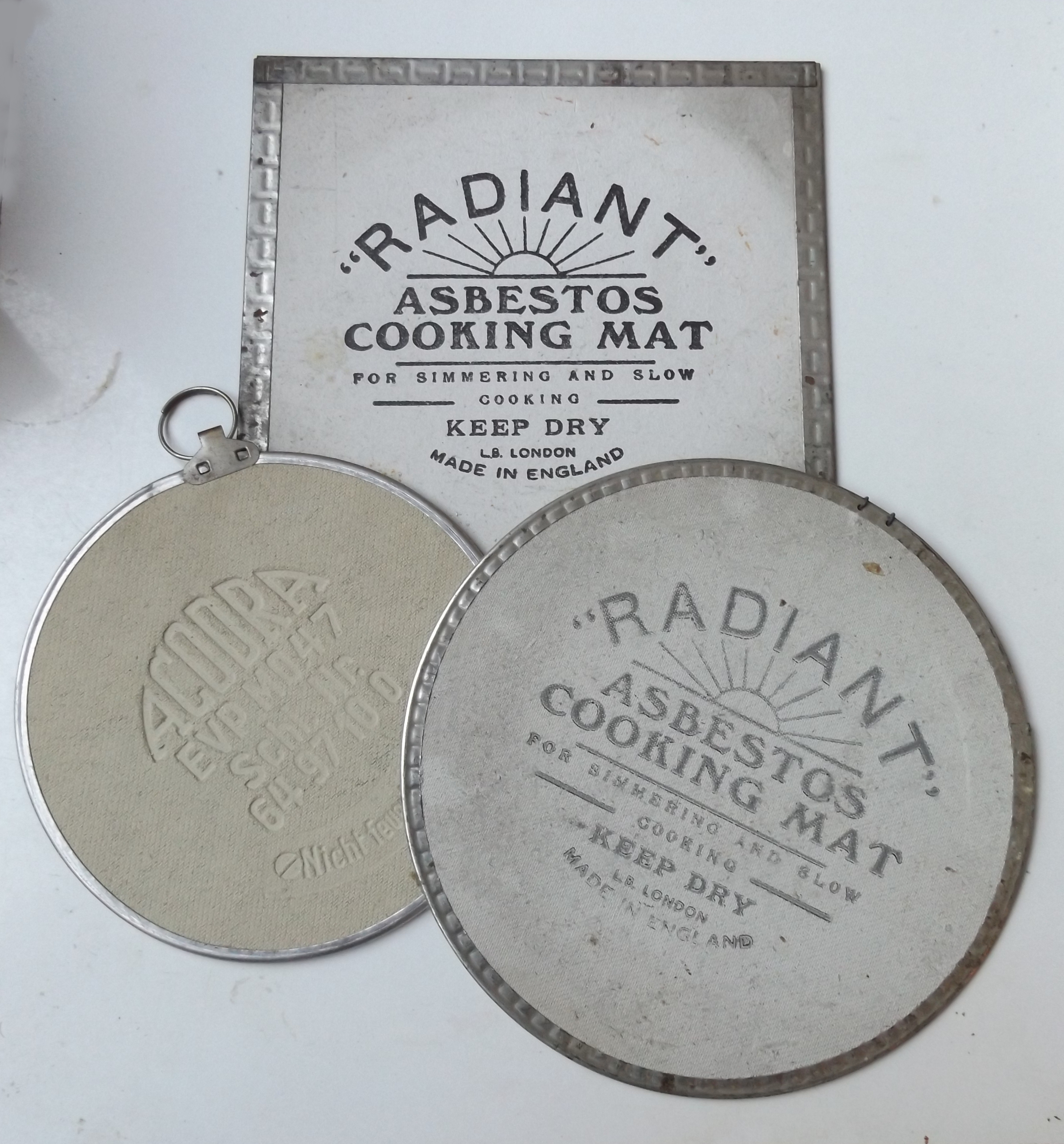
Konyhai hőálló edényalátétek azbeszthálóból (1960-as évek)

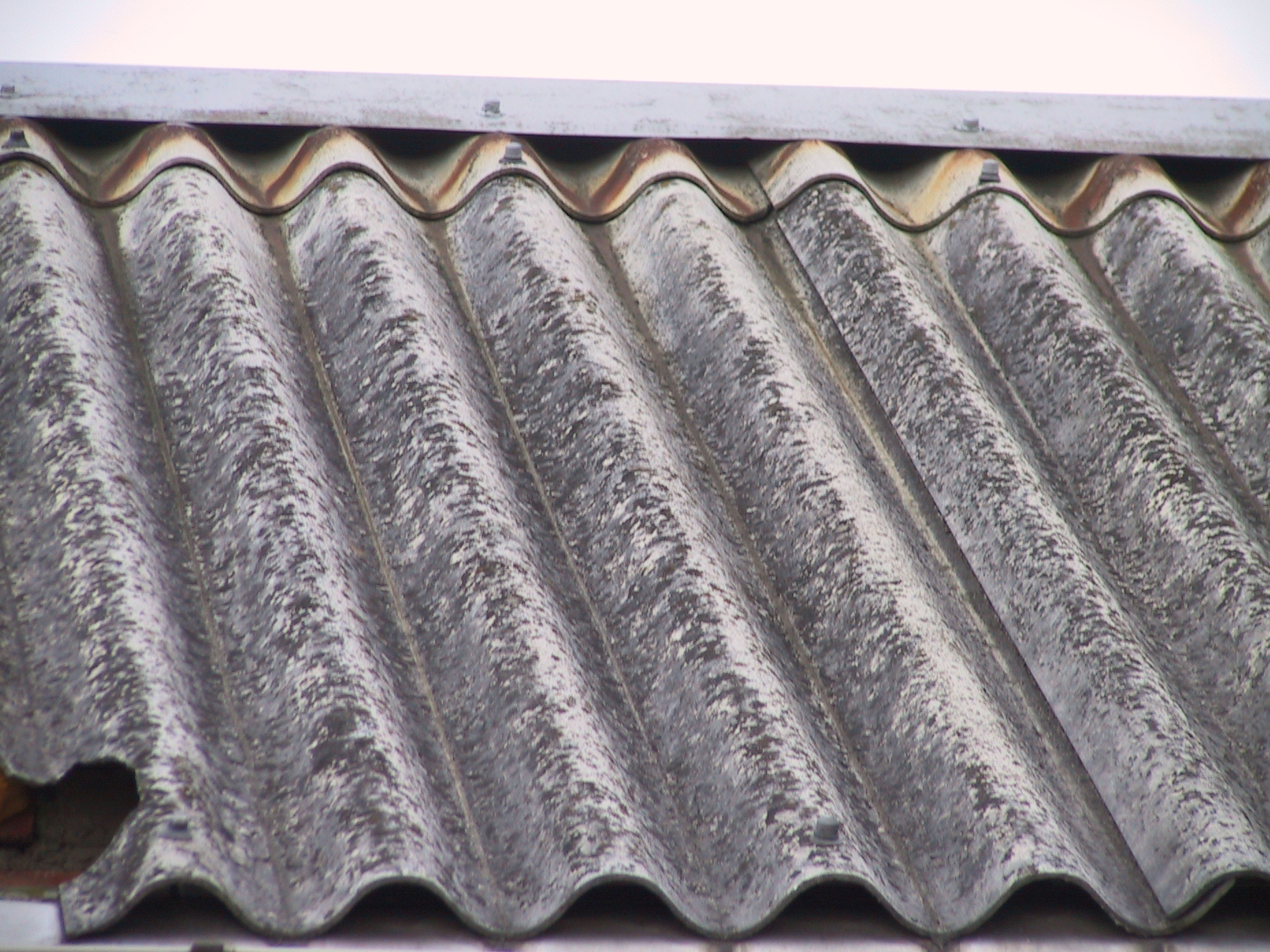
Tetőfedő hullámpala azbesztcementből (eternit)

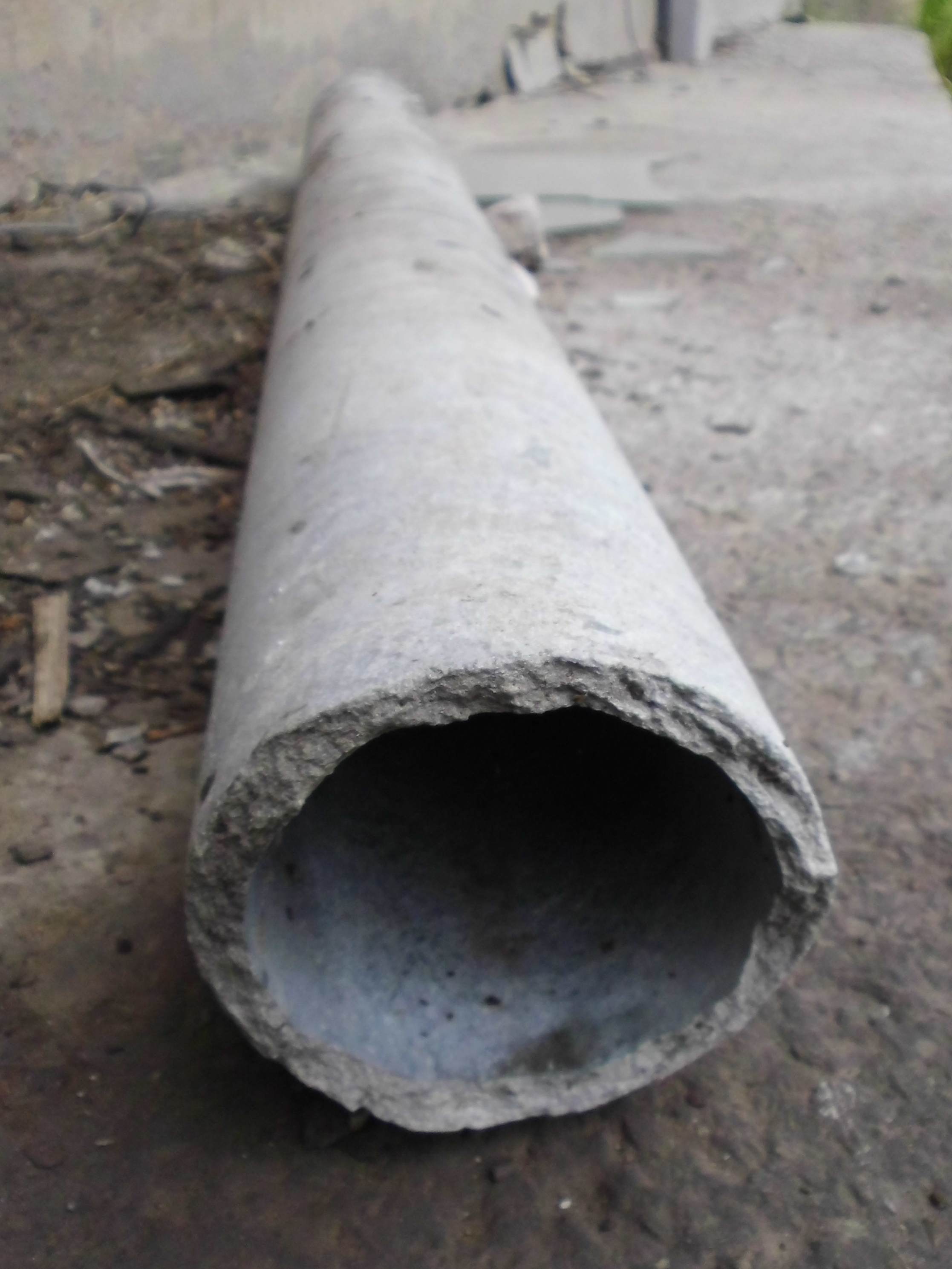
Szennyvízcső azbesztcementből

A szálasanyagot tartalmazó kőzetet bányászatát követően felaprítják, majd dúsítják – leggyakrabban levegő befúvásával –, azután kiülepítik. A 10 mm hosszat meghaladó szálakat fonják, amihez a felület csúszóssága miatt durva felületű szálasanyagot (legtöbbször gyapjút) adagolnak 20% arányban. A rövid szálakat és a törmeléket kötőanyaggal (leggyakrabban cementtel vagy műgyantával) keverik össze, és lapokká, idomdarabokká préselik vagy lemezekké öntik. Az azbesztcement termékekben az azbeszttartalom 10–15%, szórt hőszigetelő anyagban 85%. A víz- és szennyvízvezetékekben is nagy mértékben használták az azbesztcement csöveket és idomokat.
Az építészetben azbesztcement tetőfedő pala volt használatban. Az apró szemű azbesztet vakolóhabarcshoz is keverték. Fonat- és fonalszerkezetű anyagából tűzálló szöveteket is készítettek, kárpitanyagot gyártottak. Jelentős felhasználása volt a villamosipari szigetelők, a gépjármű- és gépiparban a fékbetétek gyártásánál, és papíripari töltőanyagként. Nagyon fontos felhasználása volt a magas hőmérsékletű berendezések (gőzturbinák, csővezetékek, kazánok) hőszigetelése. Erre a célra a legjobb minőségű (hosszú szálú) azbesztet Kanadában bányászták.

### Egészségkárosító hatása
Egészségkárosító hatását viszonylag későn ismerték fel és bizonyították be. A levegőben a finom szemcsék lebegve oszlanak el, a már beépített szerkezetekből és anyagokból (pl. fékbetétekből) folyamatosan leválva távoznak szemcséi. A bányászat során az ivóvízbázisokba bekerülő bányavízből is kialakul szennyező hatása. Egészségkárosító hatása miatt a legtöbb iparilag fejlett államban, így hazánkban is az azbeszt felhasználását betiltották. Fékbetétek adalékanyagául ennek ellenére több helyen még használatban van.
Nemzetközi szervezetek véleménye kivonatosan a következő:
Az 1999/77/EK irányelv kimondja, hogy „még nem állapították meg azt a küszöbértéket, amely alatt a krizotil-azbeszt nem jelent rákkeltő kockázatot”, illetve hogy „az emberi egészség védelmének hatékony módja a krizotil-azbesztszálak és ilyen szálakat tartalmazó termékek használatának betiltása”.
Alátámasztja ezt a WHO, a Foglalkozás-egészségügyi Nemzetközi Bizottság (ICOH), Nemzetközi Rákkutatási Ügynökség (International Agency for Research on Cancer, IARC) véleménye is.
Az ép, sérülésmentes azbeszttartalmú anyagok általában nem jelentenek egészségügyi kockázatot. Viszont, ha megsérülnek, vagy a normálistól bármilyen módon eltérnek, vagy az idő múlásával romlik az állaguk, állapotuk, azbeszt kerülhet a levegőbe.
Az azbesztózison (ami a tüdőszövet azbesztpor belégzése miatt létrejövő, kiterjedt hegesedése) túl sokszorosára emeli a (hörgő eredetű) tüdőrákok és a mellhártya eredetű mezotelióma kifejlődésének kockázatát. Utóbbi nagyon sokáig lappanghat, tünetei sok más betegségé is lehetnek, ezért egyrészt nem derül ki időben, hogy kezelhessék, illetve jelenleg nem is létezik rá hatékony kezelés.
Az azbesztpala tetőfedő anyag élettartama végén kopik, porlad, és ha a külső felszínét le is fedjük, befelé változatlanul távozik, csak a lecserélése a jó megoldás. A régi azbesztpala csak védőintézkedések mellett bontható és szállítható. Azbesztmentesítést csak erre kiképzett szakvállalattal lehet elvégeztetni.
A hasonló tulajdonságokkal rendelkező, de a szálak ipari előállításával készülő üveg- és kőzetgyapot rákkeltő hatását egyelőre nem mutatták ki. Az azbeszttel ellentétben a belélegzett mikroszálak ezeknél nem karomszerűek, nem tapadnak meg annyira a nyálkahártyán.

### Ártalmatlanítása

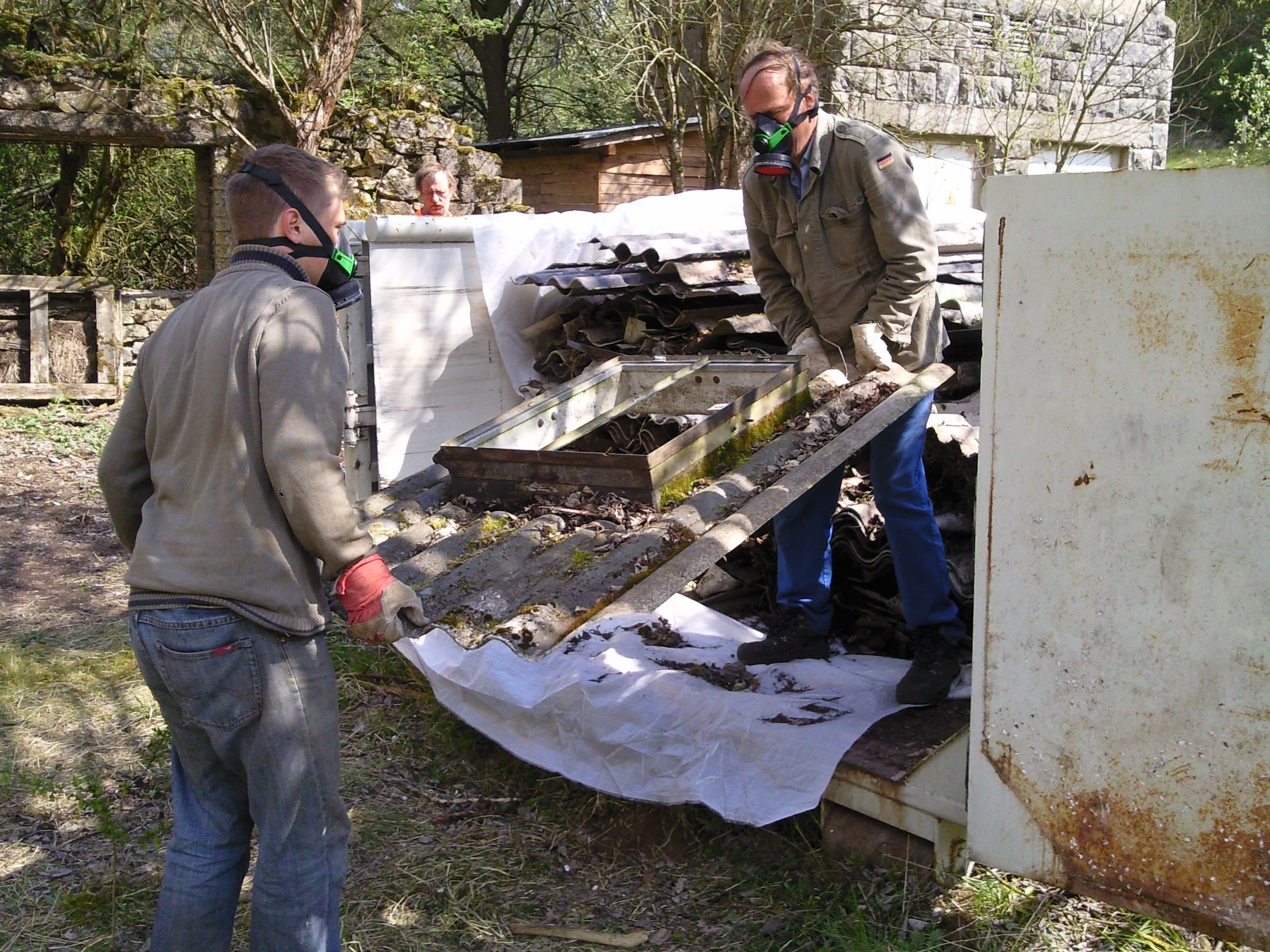
Azbeszt építőanyagok eltávolítása, védőmaszkban

A 20. század utolsó évtizedeiben nagy erőkkel kezdték meg az alkalmazásuk megszüntetését, a már beépített azbeszttartalmú anyagok eltávolítását. Ez rendkívül veszélyes az egészségre, ugyanis az azbesztszemcsék folytonos leválását és levegőbe kerülését nem lehet teljesen megakadályozni. A vakolatok eltávolítására általában nedves eljárást alkalmaznak (vízsugár).
Az eltávolított anyagot veszélyes hulladék kategóriába sorolják, amely nem bomlik le. Leggyakrabban a hulladéktárolókban betonba, habarcsba vagy agyagzagyba ágyazzák be. A korábban alkalmazott azbeszt felderítése és eltávolítása még napjainkban is tart, fontos feladat.